# Socionica
Socionica is een theorie omtrent de opbouw van de persoonlijkheid van de mens, en de verschillende relaties die de diverse persoonlijkheden met elkaar kunnen hebben.
De studie is omstreeks 1970 ontstaan in Rusland (Litouwen) en gebaseerd op de typologie van Carl Jung. Socionica heeft vele overeenkomsten met de Myers-Briggs Type Indicator.

## Functies van de persoonlijkheid
De omschrijving van de persoonlijkheid door socionica komt er in het kort als volgt op neer. Ieder mens heeft acht cognitieve functies. Deze zijn:
- Extravert Denken (Te)
- Extravert Voelen (Fe)
- Extravert Ervaren (Se)
- Extravert Intuïtie (Ne)
- Introvert Denken (Ti)
- Introvert Voelen (Fi)
- Introvert Ervaren (Si)
- Introvert Intuïtie (Ni)

Uiteindelijk heeft iedereen vier functies in zijn bewustzijn en vier in zijn onderbewustzijn.
- Bewuste functies: Deze functies kan men gebruiken wanneer men wil.
- Onbewuste functies: Hierover heeft men geen kennis, deze functies kan men niet gebruiken.

Ieder mens heeft zo zijn eigen voorkeur voor de volgorde van de functies. Sommige functies gebruikt hij vaker dan andere. Door deze verschillende voorkeuren verschillen ook de persoonlijkheden van mensen. Onze geest staat in totaal 16 mogelijke manieren toe waarop de functies kunnen worden geordend. Daarom zijn er in totaal ook 16 verschillende persoonlijkheden mogelijk, zoals ook al eerder door de Meyer Briggs theorie geconcludeerd is.

## Verhouding tussen twee verschillende persoonlijkheden
De studie van socionica heeft tot de ontdekking geleid dat er ook 16 verschillende verhoudingen (intrapersoonlijke relaties) bestaan tussen mensen onderling. Als men de volgorde van de functies van twee verschillende mensen zou vergelijken kan men tot de ontdekking komen hoe de relatie is tussen hun verschillende functies. Hieruit kan dan geconcludeerd worden hoe deze twee personen zich bij elkaar voelen, hoe de relatie tot elkaar is.

## Voorbeelden van de achterliggende theorie
Bij beide personen zijn de vier functies in de linker kolom (1b, 2b en 3b) de bewuste functies, de vier in de rechter kolom (1o, 2o en 3o) zijn onbewust.

### Voorbeeld 1
| 1b | 1o | 2b | 2o |
| Ni | Se | Se | Ni |
| Te | Fi | Fi | Te |
| Si | Ne | Ne | Si |
| Fe | Ti | Ti | Fe |

Wat bij dit voorbeeld opvalt is dat de bewuste functies van persoon 1 gelijk zijn (ook in volgorde) aan de onbewuste functies van persoon 2 en vice versa. De relatie tussen deze twee personen wordt dualisme genoemd, oftewel complete psychologische aanvulling. In de praktijk betekent dit dat persoon 2 aanvoelt dat persoon 1 hem kan helpen, aangezien persoon 1 de functies gebruikt die persoon 2 niet kan gebruiken, en andersom.

### Voorbeeld 2
| 1b | 1o | 3b | 3o |
| Ni | Se | Te | Fi |
| Te | Fi | Si | Ne |
| Si | Ne | Fe | Ti |
| Fe | Ti | Ni | Se |

In dit voorbeeld is de sterkste functie (Ni) van persoon 1 gelijk aan de zwakste functie van persoon 3. Hierdoor zal persoon 3 zich constant bedreigd en ondergeschikt voelen aan persoon 1.
Persoon 1 zal het gevoel krijgen dat hij over persoon 3 moet waken. De overige functies verschillen te weinig van rangorde om een bedreiging te zijn. Deze relatie heet supervisie, omdat de ene persoon over de andere waakt.

## Verschil socionica en Myers-Briggs (MBTI)
Er is één belangrijk verschil tussen beide theorieën. Myers-Briggs kent aan introverte personen andere functies toe, dan socionica dat doet.